# Baldwin (Floryda)
Baldwin – miasto w Stanach Zjednoczonych, w stanie Floryda, w hrabstwie Duval.